# اولین ماتس
اولین ماتس (آلمانی: Evelyn Matz؛ زادهٔ ۲۲ نوامبر ۱۹۵۵) بازیکن هندبال اهل آلمان بود.